# Empastelamento
Empastelamento consiste na forma violenta de impor o silêncio de um jornal ou publicação noticiosa pela destruição de seus equipamentos de tal forma que o jornalista Alberto Dines o comparava como sendo o linchamento aplicado a um meio de imprensa. Com o incremento da tecnologia de comunicação virtual e transmissão de sinais eletrônicos, empastelar também ganhou acepção de embaralhamento de dados ou outras formas de ataques virtuais, não somente aos meios jornalísticos.

O jornalista Lira Neto esclarece a definição que a palavra assumiu, ao longo do tempo, dizendo que o termo 
"...definia a invasão e destruição do jornal, e remetia à época em que os periódicos eram compostos em máquinas de tipos móveis, em que cada letra tinha de ser escolhida pelo tipógrafo e montada, uma a uma, para formar as palavras", explicando que "empastelar, nesse caso, significava abrir as gavetas de tipos e esparramar as letras de chumbo no chão, o que exigia meses para reorganizá-las"; ele conclui, dizendo que o termo passou a ter o significado ampliado - "com o tempo, o vocábulo passou a designar qualquer ato de violência contra jornais".

## Origem do termo
Originalmente o termo era usado em tipografia, usado para quando ocorre a mistura dos tipos e outros elementos da impressão e que podem ocorrer durante as fases do processo editorial, como a composição ou montagem. É, ainda, o estrago feito nos tipos, rotativas e outros equipamentos editoriais. Na impressão colorida o empastelamento pode derivar ainda da má superposição de fotolitos, de modo a criar no resultado impresso uma confusão de cores e formas, tornando-o irreconhecível.

Por extensão, empastelamento passou também a significar o ato de:
"invadir uma gráfica ou redação de jornal para inutilizar o trabalho em curso, danificar equipamentos e materiais"
Como define o Houaiss.

## Empastelamento eletrônico
Com a migração das mídias para a internet, o ataque a veículos de informação como o feito por hackers dá lugar ao "empastelamento virtual", engendrando situações análogas àquelas da agressão física às redações com o ataque cibernético aos sítios de jornais e revistas, engendrando a necessidade de se criar medidas de proteção ao jornalismo eletrônico para evitar tais ações, bem como descobrir e punir seus autores, muitas vezes protegidos pelo anonimato e complexidade das ligações em rede.
No meio militar o termo implica no embaralhamento dos sinais eletrônicos mormente aqueles que, utilizando dos sistemas de orientação por satélites (geolocalização ou GPS), enviam sinais para guiar mísseis por exemplo; neste sentido existem no mercado aparelhos capazes de empastelar redes de GPS com uma banda estreita de funcionamento, como no caso dos utilizados no meio civil; a fim de evitar o empastelamento de sinais há duas contramedidas que a tecnologia desenvolveu: o uso "de antenas especiais que rejeitam os sinais dos empasteladores e emprego de filtros especiais nos receptores GPS, tanto militares como civis".

## Empastelamento de jornais no Brasil

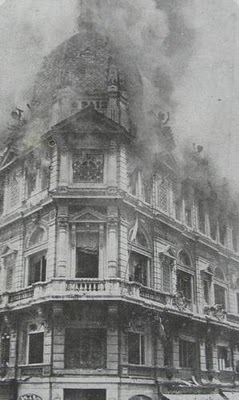
Incêndio no empastelamento de O Paiz, em 1930.

Ao longo da história diversos jornais tiveram suas sedes empasteladas; no Brasil vários casos se sucederam, numa prática que teve início no II Reinado; dentre estes alguns notórios:
- Os jornais cariocas Liberdade e Gazeta da Tarde, que foram empastelados no dia 8 de março de 1897, por supostamente manifestarem apoio aos revoltosos de Canudos.[1]
- Em 1912 o Diário de Pernambuco, mais antigo jornal da América Latina, sofreu o empastelamento a mando do general Dantas Barreto que, derrotado nas eleições do ano anterior, usara das tropas federais para derrubar o até então grupo hegemônico na política pernambucana chefiada pelo coronel Francisco de Assis Rosa e Silva, proprietário do periódico que fora cercado e impedido de circular desde as eleições; em meados de fevereiro um jornalista fora espancado na entrada do jornal e no dia 23 daquele mês o filho de Rosa, Chiquinho Rosa e Silva junto a Assis Chateaubriand foram presos por dois dias por soldados armados; libertados, voltaram à redação para escrever uma matéria relatando a arbitrariedade que sofreram e, quando prestes a ser impressa a edição, o edifício do jornal foi invadido por homens à paisana que, armados com barras de ferro, destruíram tudo: máquinas, móveis, linotipos, etc.: instaurado um inquérito, este chegou à conclusão absurda de que o empastelamento fora ordenado pelo próprio dono — Rosa e Silva — acusando Assis Chateubriand e seu irmão Ganot como os executantes; vendido, o jornal somente voltou a circular após um ano, sob novos donos.[7]
- A Tribuna, Gazeta do Povo e Folha de Santos, jornais santistas que, durante a Revolução de 1930, tiveram suas sedes empasteladas e até incendiadas por populares no dia 24 de outubro; destes, a Gazeta encerrou suas atividades com o empastelamento sofrido, tendo suas caras bobinas e materiais de impressão sido jogados pelas ruas, conforme uma descrição da época: "atapetando-as [as ruas] com ouro branco da imprensa, como se fosse troféu de vitória pela impensada e covarde arremetida contra uma trincheira que só fazia o bem, por defender o Povo, e da qual muitas famílias hauriam o pão da subsistência".[8]
- O Momento, órgão do Partido Comunista na Bahia, foi empastelado durante o governo de Otávio Mangabeira. O ato, apoiado pelo governo do presidente Eurico Gaspar Dutra, foi criticado pelo então deputado estadual paulista Salomão Jorge, dizendo: "em Berlim, quando começaram a empastelar os jornais, surgiu o nazismo."[9]
- Durante a ditadura militar uma forma indireta de empastelamento ocorreu quando o regime patrocinou não o ataque às redações, mas às bancas de revistas que vendiam os jornais visados.[1]
- Em 2008 o Observatório da Imprensa sugeriu que o Novo Jornal sofreu empastelamento "virtual", com uso da justiça de Minas Gerais, a fim de omitir notícias negativas sobre Aécio Neves e outros políticos do estado,[10] configurado não somente pela retirada do ar do site que publicara a Lista de Furnas e prisão de seu editor, como pelo desaparecimento de seus arquivos após apreensão pela polícia civil com anuência do Ministério Público estadual.[11]